# 湖南省卫生健康委员会
湖南省卫生健康委员会是中华人民共和国湖南省人民政府主管卫生工作的组成部门。2014年8月12日改组为湖南省卫生和计划生育委员会，2018年10月29日改组为湖南省卫生健康委员会。目前该机构主任为李小松。

## 机构设置

### 内设机构[4]
- 办公室
- 人事处
- 規劃發展與信息化處
- 財務處
- 法規處
- 體制改革處
- 疾病預防控制處（省血吸蟲病防治辦公室）
- 醫政醫管處
- 基層衛生健康處
- 卫生应急办公室(突发公共卫生事件应急指挥中心)
- 科技教育處
- 綜合監督處
- 药物政策与基本药物制度处
- 食品安全標準與監測處
- 老齡健康處
- 婦幼健康處
- 職業健康處
- 人口監測與家庭發展處
- 宣傳處
- 國際合作處（港澳臺辦公室）
- 保健處
- 机关党委
- 離退休人員管理服務處

### 直属机构[5]
- 湖南中医药高等专科学校
- 湖南省人民医院
- 湖南省妇幼保健院
- 湖南省脑科医院（湖南省临床检验中心）
- 湖南省肿瘤医院
- 湖南省儿童医院
- 湖南中医药高等专科学校第一附属医院
- 湖南省疾病预防控制中心
- 湖南省职业病防治院
- 湖南省结核病防治所
- 湖南省血吸虫病防治所
- 湖南省计划生育研究所
- 湖南省卫生计生综合监督局
- 湖南省卫生计生委信息统计中心
- 湖南省卫生计生委医疗管理服务指导中心
- 湖南省卫生计生委药具管理服务中心
- 湖南省卫生计生委健康教育宣传中心
- 湖南省卫生计生委国际交流中心
- 湖南省卫生计生委人才交流服务中心
- 湖南省卫生计生委医学考试中心
- 湖南省卫生计生委培训中心（湖南广播电视大学卫生分校）
- 湖南省医疗卫生仪器服务站
- 湖南省医学会
- 湖南省中医药和中西医结合学会
- 中国医师杂志社
- 医学临床研究杂志
- 国际泌尿系统杂志
- 当代护士杂志
- 健康必读杂志
- 中医药导报
- 湖南省卫生计生委招待所

## 荣誉
2020年9月，被中共中央、国务院、中央军委授予“全国抗击新冠肺炎疫情先进集体”。